# Erquery
Erquery [ɛʁkəʁi] ist eine französische Gemeinde mit 592 Einwohnern (Stand 1. Januar 2022) im Département Oise in der Region Hauts-de-France. Sie gehört zum Arrondissement Clermont, zur Communauté de communes du Clermontois und zum Kanton Clermont.

## Geographie
Die Gemeinde Erquery liegt 17 Kilometer nördlich von Creil. Zur Gemeinde gehört der Ortsteil Villers. Umgeben wird Erquery von den Nachbargemeinden Lamécourt im Norden, Saint-Aubin-sous-Erquery im Osten, Breuil-le-Sec im Südosten, Fitz-James im Süden und Südwesten sowie Airion im Nordwesten.

## Geschichte
Die Gemeinde war seit 1170 der Priorei Wariville in Litz zehntpflichtig. 1711 wurde der Ort an James Fitz-James verkauft. Von 1828 bis 1833 war die Gemeinde mit der Nachbargemeinde Saint-Aubin-sous-Erquery vereinigt. Der Weinbau auf den exponierten Südhängen des Orts verschwand im 19. Jahrhundert.

## Einwohner
| Jahr                       | 1962 | 1968 | 1975 | 1982 | 1990 | 1999 | 2006 | 2013 | 2021 |
| -------------------------- | ---- | ---- | ---- | ---- | ---- | ---- | ---- | ---- | ---- |
| Einwohner                  | 902  | 912  | 812  | 758  | 707  | 614  | 540  | 606  | 595  |
| Quellen: Cassini und INSEE |      |      |      |      |      |      |      |      |      |

## Sehenswürdigkeiten
- Kirche Notre-Dame[1] mit einer in der Base Palissy inventarisierten Marienstatue (als Vierge aux raisins bezeichnet, dt. Jungfrau mit der Traube)[2]
- zwei Calvaires und ein Kreuz
- Wasserturm für Erquery (knapp südlich der Gemeindegrenze in Breuil-le-Sec) mit dem Bildnis des Jagdfliegers Georges Guynemer

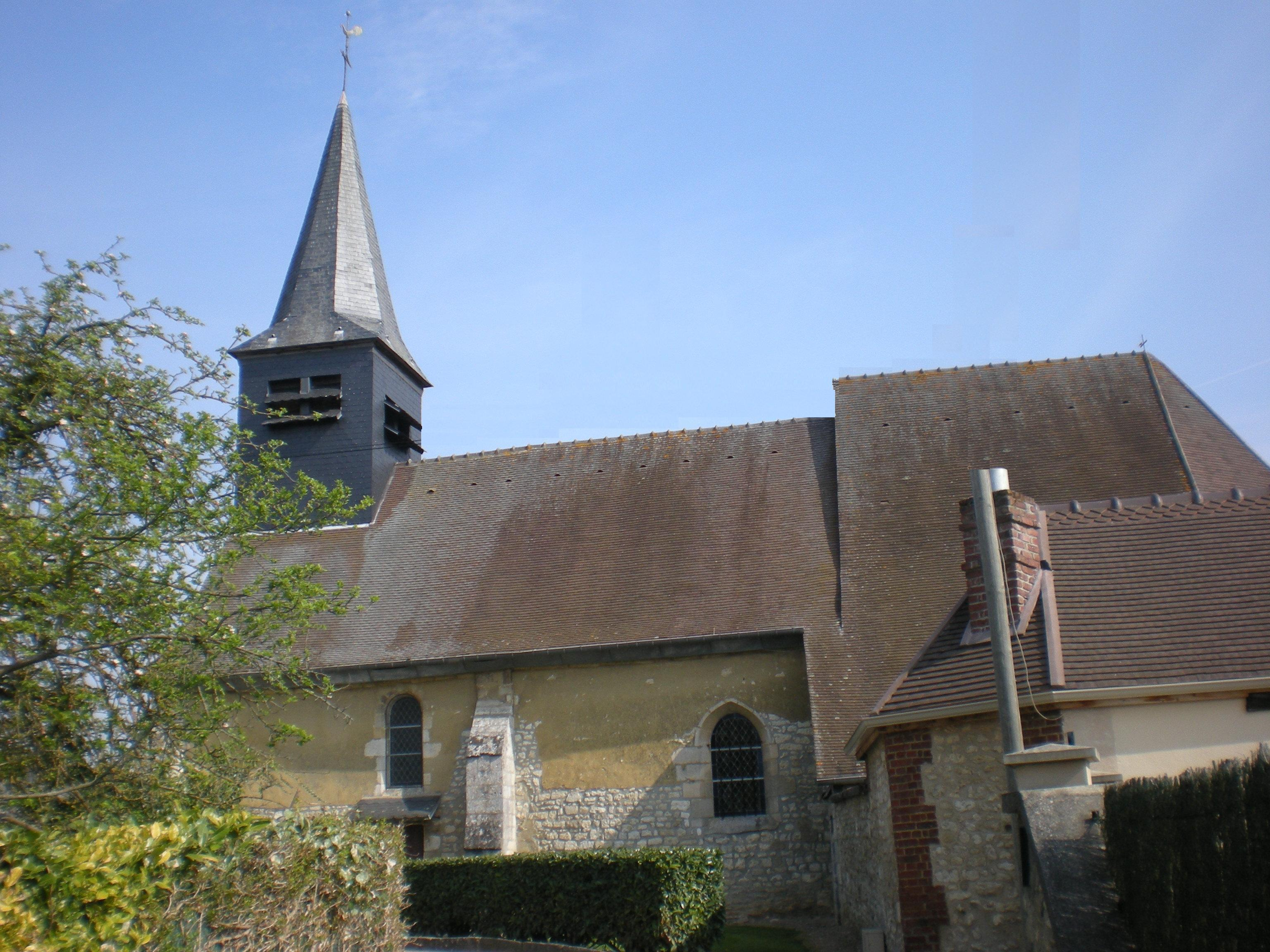
Kirche Notre-Dame
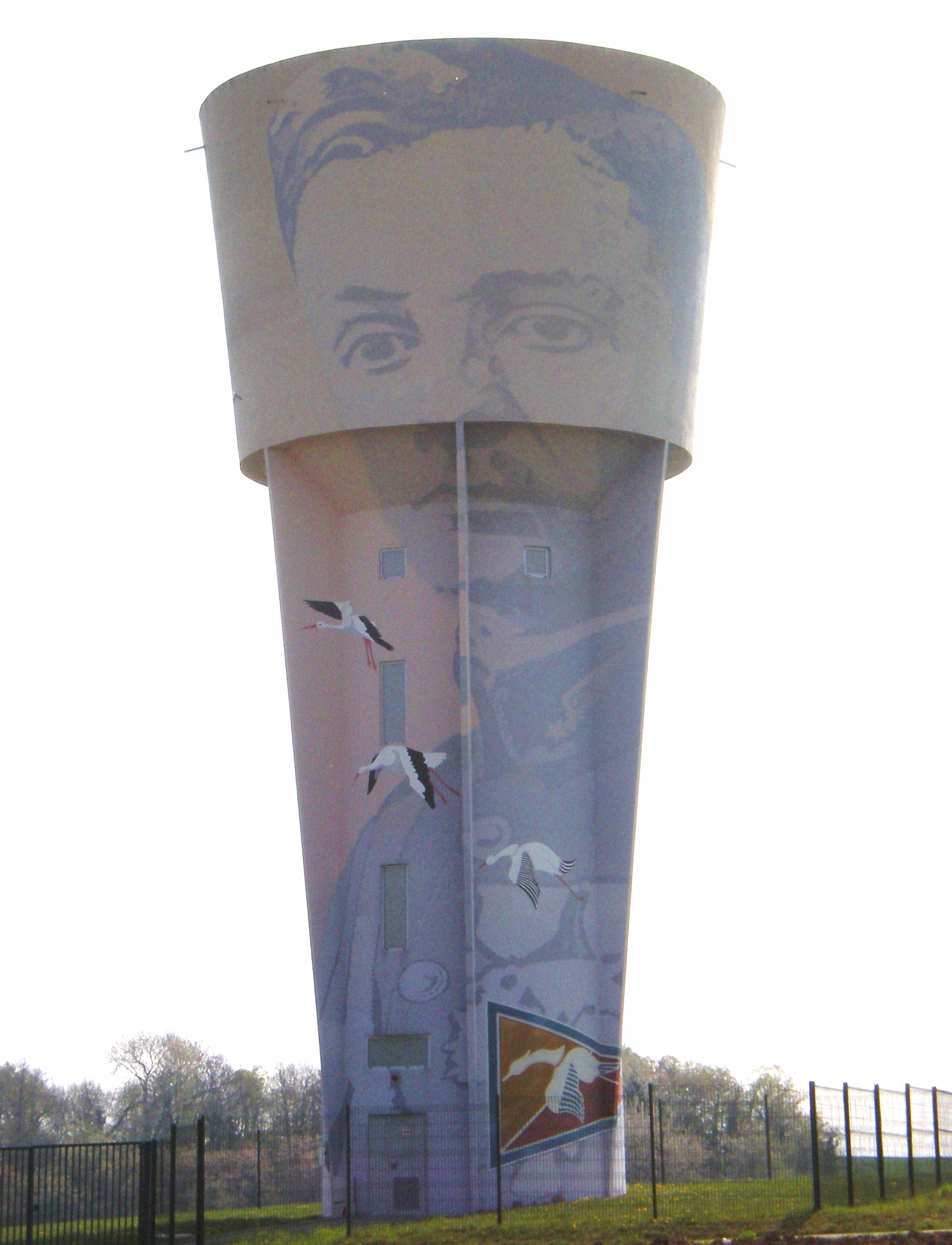
Wasserturm
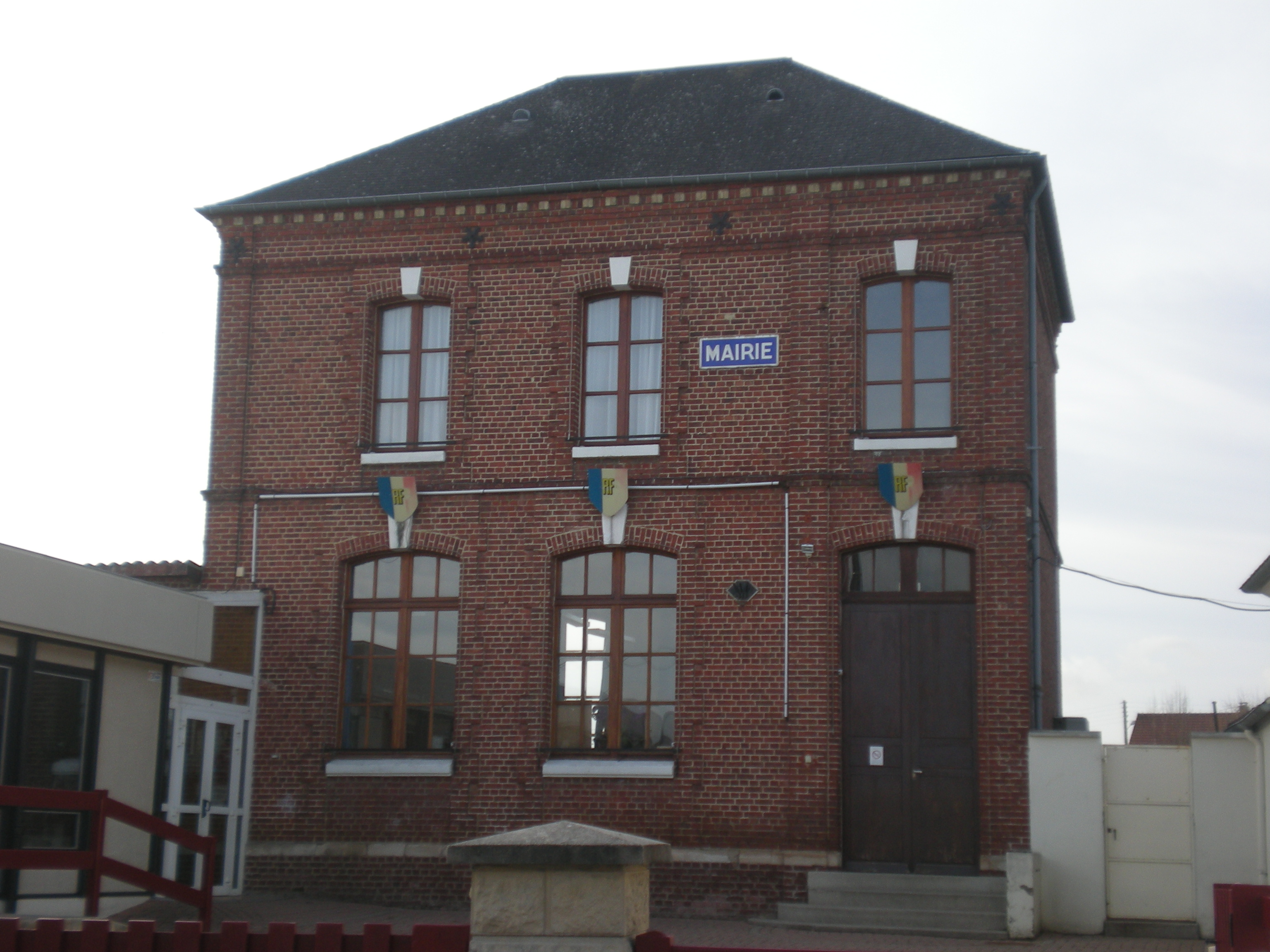
Rathaus (mairie)
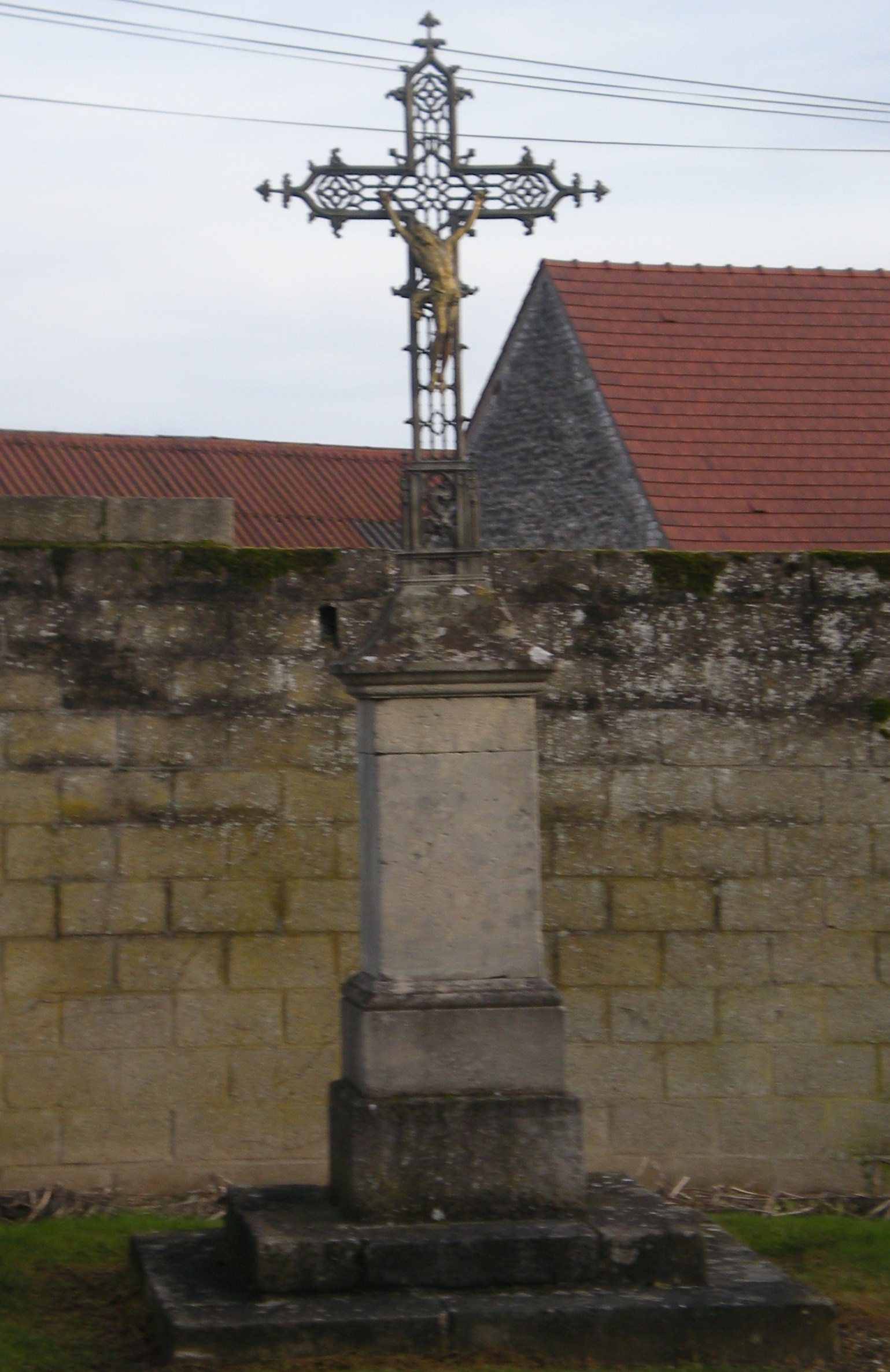
Calvaire
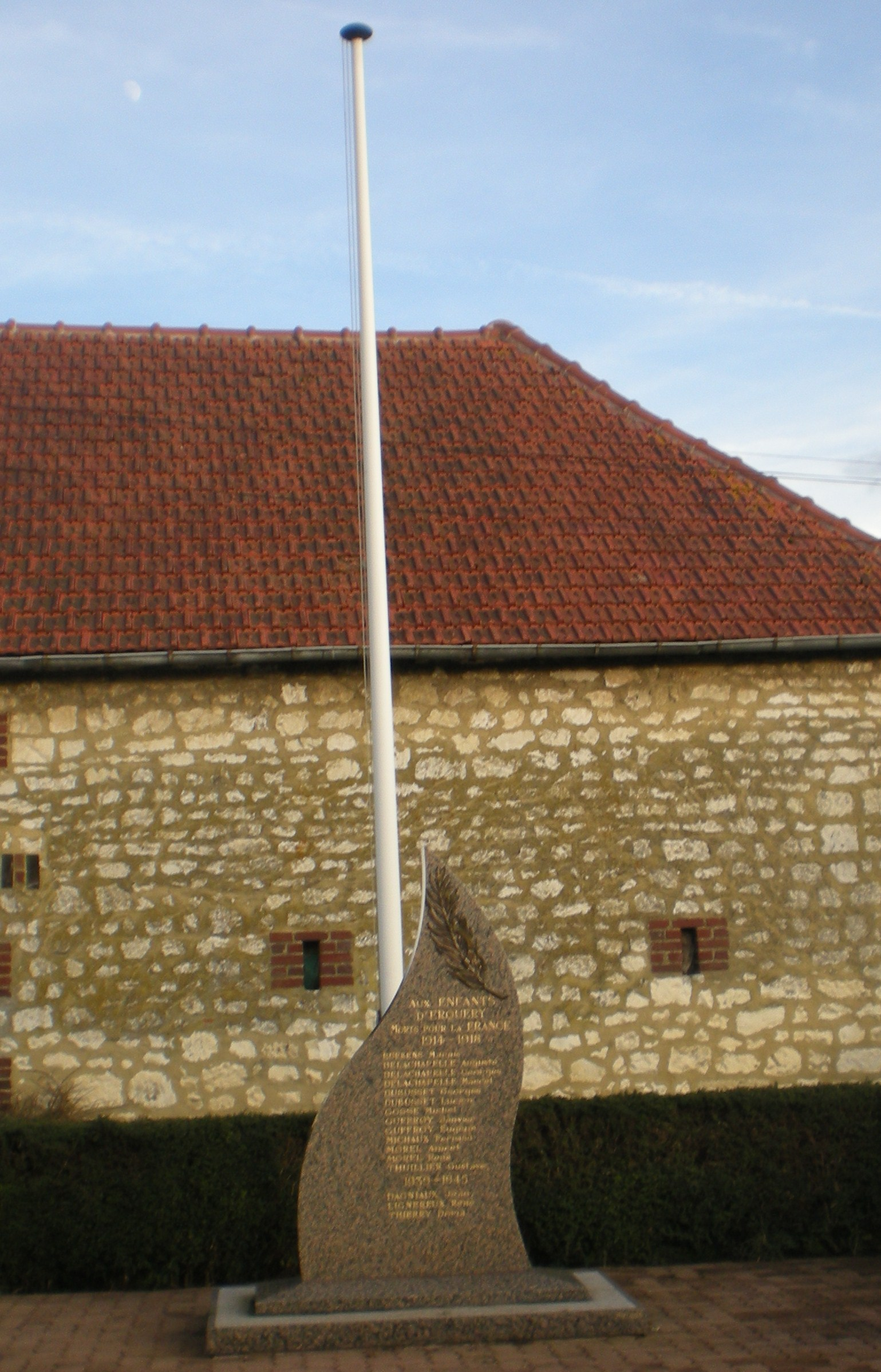
Gefallenendenkmal

## Persönlichkeiten
- Séraphine Louis (1864–1942), naive Malerin, in der damaligen Nervenheilanstalt in Villers zu Tode gekommen.